# Eugeniusz Wójcik (1940–2019)
Eugeniusz Mieczysław Wójcik (ur. 20 lutego 1940 w Kolonii Wojciechów, zm. 14 września 2019 w Chełmie) – polski samorządowiec i urzędnik, w latach 1981–1984 prezydent Chełma, w latach 1984–1990 wicewojewoda chełmski.

## Życiorys
Syn Władysława i Anieli. Od 1981 do 1984 zajmował stanowisko prezydenta miasta Chełm, następnie od ok. 1984 do 1990 pełnił funkcję wicewojewody chełmskiego. Od 1 czerwca do 27 sierpnia 1990 czasowo wypełniał obowiązki wojewody. Później przez wiele lat kierował Miejskim Przedsiębiorstwem Gospodarki Komunalnej w Chełmie, z którego odszedł na emeryturę w 2005. Zasiadał także w organach różnych lokalnych spółek, m.in. Agram SA i East-West Energy. Należał do grona założycieli Chełmskiego Towarzystwa Naukowego, od 1998 do 2002 pozostawał jego wiceprezesem.
Zmarł po długiej chorobie. 18 września 2019 został pochowany na cmentarzu komunalnym przy ul. Mościckiej w Chełmie.
Wyróżniany odznaczeniami, m.in. z okazji 80-lecia Wodociągów Chełmskich.